# 金昭誾
金昭誾（韓語：김소은，1989年9月6日—），通用譯名為金素恩，韓國女演員。以電視劇《花樣男子》中的「佳乙」一角走紅，滑雪等級達到國家代表運動員的速度。2014年參與《我們結婚了》與宋再臨合稱精靈夫婦，兩人自然的相處模式大受觀眾喜愛，而精湛的史劇演技以及古裝扮相端莊靜雅，被譽為史劇精靈。

## 經歷

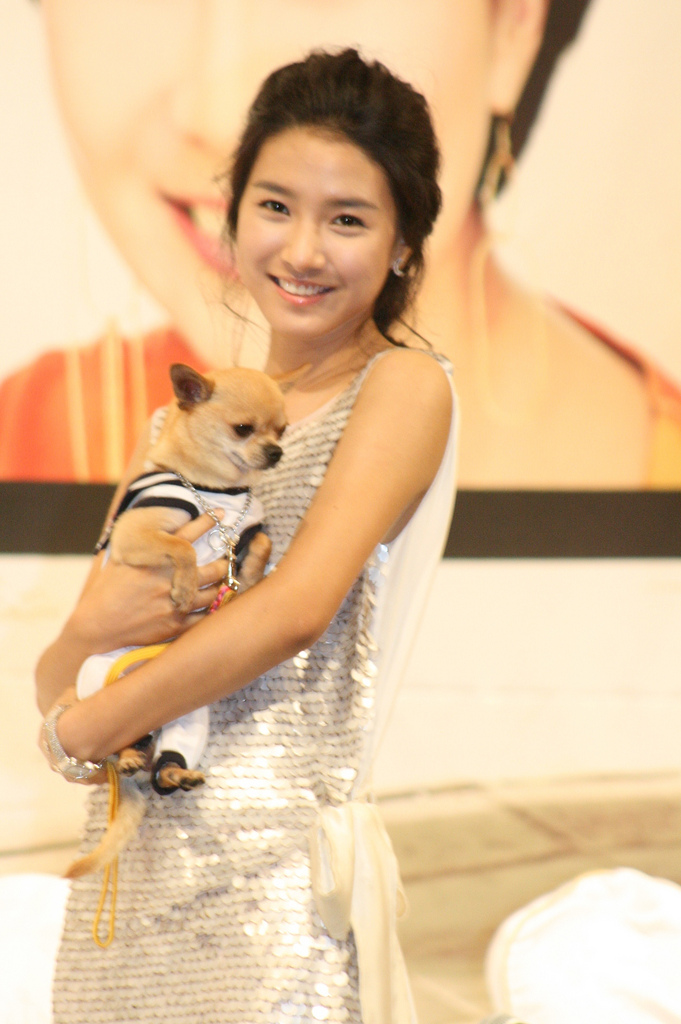
金昭誾（2009年）

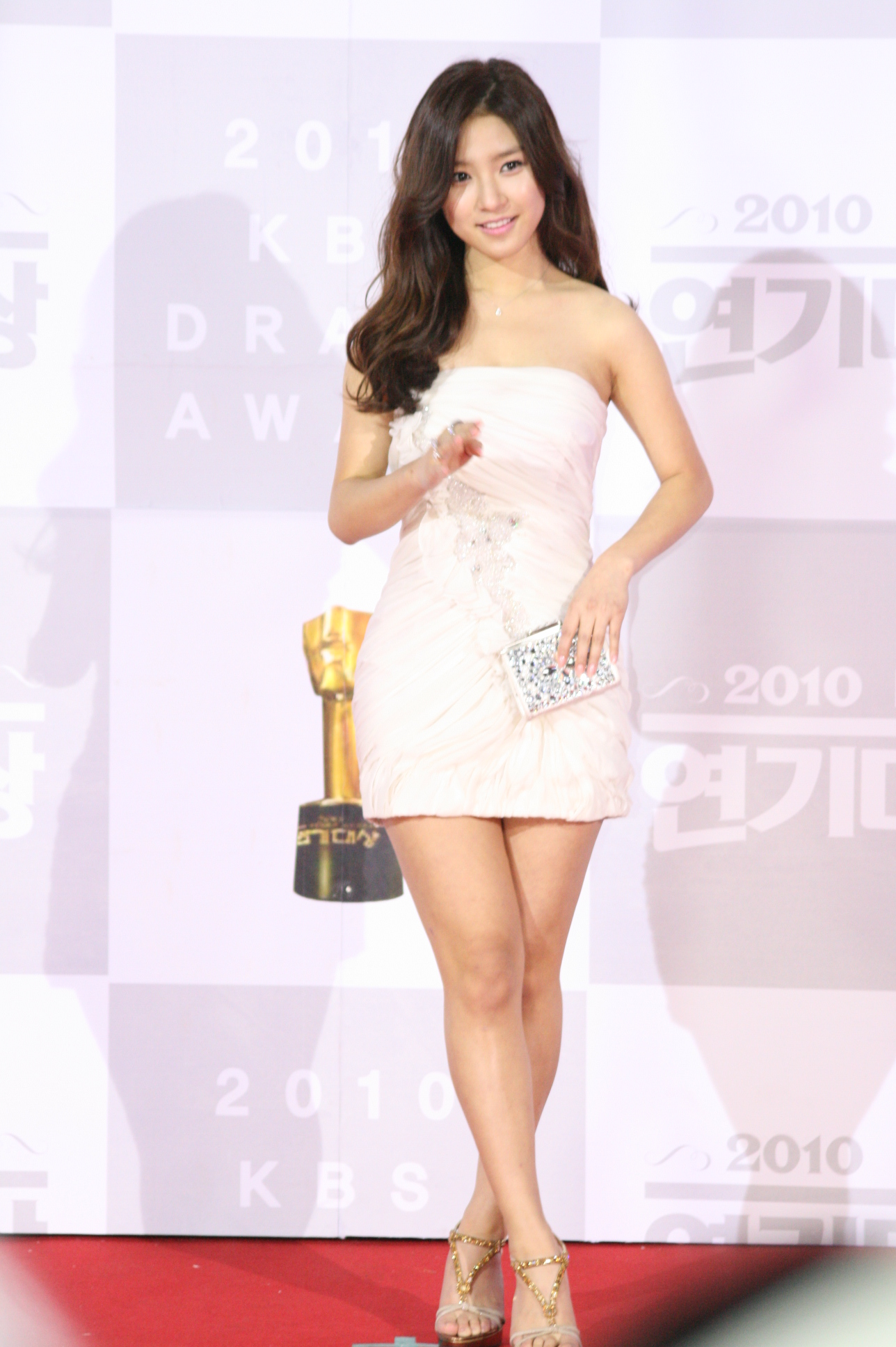
金昭誾（2010年）

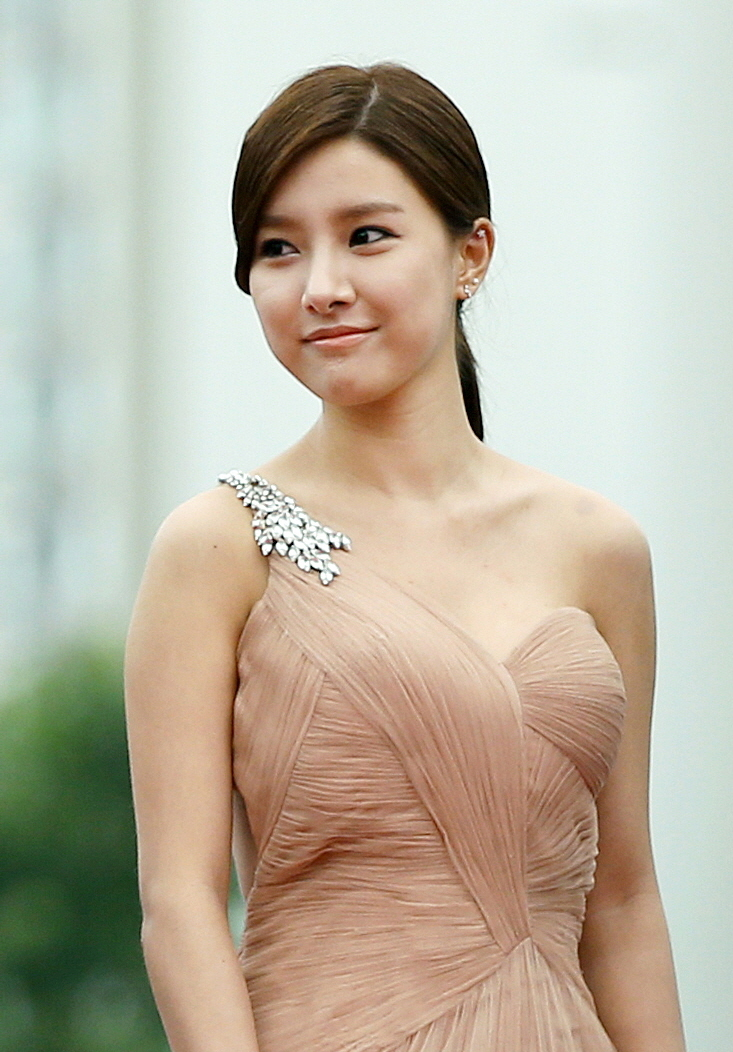
金昭誾（2014年）

2005年，初中2年級的金昭誾透過拍攝廣告（KTF韓國移動通信）出道的金昭誾，之後在電視劇《姐妹海》和《悲傷戀歌》中展現了演技，在電影《飛吧，爸爸》中飾演39歲的小心眼爸爸鄭加必的獨生女。
在2009年電視劇《花樣男子》中，她以“單純朝氣、蓬勃魅力”及發揮了滑冰運動員的專業而頗為突出，與金汎在劇中的情人形象深獲人心，倆人更以戀人之姿接下不少的廣告代言，更被稱為「首爾小情侶」。尤其在《千秋太后》中的生產戲最引人注目，讓人忘了她只是個19歲的少女。同年也在電視劇《不能結婚的男人》飾演女配角，並在年末的演技大賞中贏來首座新人獎項。
2010年，金昭誾首度獨挑大樑的電視劇《風吹好日子》，劇中金昭誾擺脫之前的青春少女形象，散發著在逆境中拼搏的頑強女的魅力，演技也受到好評。收視率更是居高不下，值得一提的是，該劇的主創人員並沒有在當地進行過宣傳造勢活動，卻能引起如此高的反響，受到了觀眾們的好評。
2012年，她主演中韓合作製作的網路劇《秘密天使》劇中以甜美可愛的形象吸引大眾的目光。同年與2PM俊昊被浪漫實境真人秀《那女人作詞那男人作曲》選為情侶，在節目中將挑戰從未有過的作詞經驗，共同合作譜寫出一首特別的歌曲。同年出演MBC創社51周年紀念劇《馬醫》中的淑徽公主，展現出了無敵可愛氣息的公主新面貌，掀起一陣淑徽公主熱風。
2013年，她與f(x)Victoria被時尚節目《Glitter》選為雙MC，將向大家介紹該年流行趨勢，也是首度擔任主持人。同年與師弟5urprise合作網路劇《放學後福不福》，劇中以無厘頭的演技獲得了觀眾的青睞。
2014年是金昭誾睽違7年後回歸大螢幕，以情感恐怖片《少女怪談》作為首部主演的電影，也是首度挑戰鬼魂的角色。同年加入了節目《我們結婚了》與宋再臨合稱精靈夫婦，因在節目中自然不做作的表現，使其人氣高漲。又主演了tvN月火電視劇《Liar Game》，在電視劇中飾演100%的單純天使少女南多靜一角，「金昭誾牌」南多靜，受到觀眾們的關注。
2015年，金昭誾成為國際專業沙龍護髮品牌WELLA的首位亞洲區代言人。與宋再臨所組成的精靈夫婦在6月13日中播出的《我們結婚了》節目中正式下車，令不少支持他們的粉絲感到相當的不捨。被稱作「史劇精靈」的金昭誾將再度以她擅長的古裝戲回歸小螢幕，出演MBC水木連續劇《夜行書生》，並在劇中分别飾演120年前男主角的前世戀人李明熙、與120年後的世孫嬪崔慧寧，以一人分飾兩角的名品演技征服觀眾。與EXO成員Xiumin合作的三星集團網路劇《愛上挑戰》的點擊率在10月31日星期六突破了1,000萬，僅僅公開5日就突破1,000萬，首播后17天內在11月12日點擊突破2千萬，在韓國國內創下了史上最高紀錄，也是韓國國內史上最短記錄，更有韓國國內網路劇第一名的稱號，網友表示感受到這是一部登場人物對著自己的目標熱情前進、讓人瞭解比結果還要重要的挑戰過程之作品。
2016年7月金昭誾與宋再臨再度攜手，將擔綱接演新劇《我的完美新娘》又稱《我們的甲順》 。
2018年3月5日與李宗泫共同主演OCN新月火劇《那個男人 吳秀》此劇講述被詛咒的男人和無法解開詛咒的女人之間的浪漫愛情故事。
2020年8月11日韓國MBC every1的原創電視劇《戀愛雖然麻煩，但更討厭孤獨！》要勇敢由金素恩與智鉉寓和朴健一等人領銜主演。劇情講述有著想要戀愛但疲於負擔，渴望自由但討厭孤獨之現實共感的年輕人們，同住於共有住宅而展開的浪漫故事。
2022年9月24日起播出的韓國KBS 2TV週末連續劇《三姊弟要勇敢》金素恩有參與演出，這是一部關於韓國家庭「愛情與戰爭」的故事，講述三姊弟長女為了家庭犧牲一切，意外邂逅了娛樂圈大明星，儘管遇到難關仍努力追尋幸福。

## 演出作品

### 電視劇
| 年份 | 電視台     | 劇名                              | 角色          | 備註           |
| ---- | ---------- | --------------------------------- | ------------- | -------------- |
| 2005 | MBC        | 《姐妹海》                        | 宋正熙        | 女主角(少年)   |
| 2005 | MBC        | 《悲傷戀歌》                      | 朴蕙仁        | 女主角（少年） |
| 2006 | KBS        | 《Drama City－初戀篇》            |               |                |
| 2007 | MBC        | 《别巡檢第一季》                  |               | 第九集         |
| 2009 | KBS        | 《花樣男子》                      | 佳乙          | 女配角         |
| 2009 | KBS        | 《千秋太后》                      | 皇甫秀        | 女主角（少年） |
| 2009 | KBS        | 《不能結婚的男人》                | 鄭友珍        | 主演           |
| 2010 | KBS        | 《風吹好日子》                    | 權五福        | 女主角         |
| 2011 | MBC        | 《千次的吻》                      | 禹珠美        | 主演           |
| 2012 | JTBC       | 《Happy Ending》                  | 金銀河        | 女配角         |
| 2012 | MBC        | 《馬醫》                          | 淑徽公主      | 女配角         |
| 2014 | tvN        | 《詐欺遊戲》                      | 南多靜        | 女主角         |
| 2015 | MBC        | 《夜行書生》                      | 崔慧玲/李明熙 | 主演           |
| 2016 | SBS        | 《我們的甲順》                    | 申甲順        | 女主角         |
| 2017 | KBS        | 《Drama Special－你其實近在咫尺》 | 洪泰拉        | 女主角         |
| 2018 | OCN        | 《那個男人 吳秀》                 | 徐宥利        | 女主角         |
| 2020 | MBC every1 | 《戀愛雖然麻煩，但更討厭孤獨！》  | 李娜恩        | 女主角         |
| 2021 | JTBC       | 《月刊家》                        | 小可愛        | 客串           |
| 2022 | KBS        | 《三姐弟要勇敢》                  | 金素琳        | 主演           |
| 2022 | KBS        | 《Drama Special－散佈者們》       | 林善愛        | 女主角         |

### 網路劇
| 年份 | 劇名             | 角色   | 備註   |
| ---- | ---------------- | ------ | ------ |
| 2012 | 《秘密天使》     | L/天使 | 女主角 |
| 2013 | 《放學後福不福》 | 金昭誾 | 女主角 |
| 2015 | 《愛上挑戰》     | 潘河娜 | 女主角 |
| 2016 | 《花樣排球2》    | 韓多韵 | 女主角 |

### 電影
| 年份 | 片名                                                   | 備註   |
| ---- | ------------------------------------------------------ | ------ |
| 2004 | 《野蠻男孩》                                           | 女配角 |
| 2004 | 《愚蠢的遊戲》                                         | 女配角 |
| 2006 | 《飛吧，爸爸》                                         | 女配角 |
| 2006 | 《家庭對抗》                                           | 女配角 |
| 2007 | 《優雅的世界》                                         | 女配角 |
| 2007 | 《兩個人》（又譯：惡魔在身後）（Someone Behind You）》 | 女配角 |
| 2014 | 《少女怪談》                                           | 女主角 |
| 2014 | 《眩晕症》                                             | 主演   |
| 2020 | 《正在相愛嗎？》                                       | 女主角 |
| 2022 | 《散佈者們》                                           | 女主角 |

### MV
| 年份 | 歌曲            | 歌手             |
| ---- | --------------- | ---------------- |
| 2004 | 說要分手        | 尹健             |
| 2005 | Bye Bye Bye     | Monday Kiz       |
| 2009 | Bodyguard       | SHINee           |
| 2009 | 再見我的愛      | 8eight           |
| 2012 | 初戀的旋律      | Acoustic Collabo |
| 2013 | 對春天的期待    | The Position     |
| 2015 | You Are The One | Xiumin           |

## 節目主持
| 年份 | 電視台 | 節目名稱   | 合作對象                             |
| ---- | ------ | ---------- | ------------------------------------ |
| 2013 | KBS    | Glitter    | 宋茜                                 |
| 2019 | tvN    | 週三美食匯 | 申東燁、全炫茂、河錫辰、朴贊日、鄭敏 |

## 綜藝節目
| 年份      | 電視台 | 節目名稱   | 合作對象 |
| --------- | ------ | ---------- | -------- |
| 2014-2015 | MBC    | 我們結婚了 | 宋再臨   |

## 宣傳大使
| 日期   | 項目                                 | 合作對象 |
| ------ | ------------------------------------ | -------- |
| 2009年 | 第5屆國際青年藝術節 大韓民國駐華大使 |          |
| 2009年 | 大學時裝周 大使                      |          |
| 2011年 | 第12屆全州國際電影節 宣傳大使        | 丁一宇   |
| 2014年 | 第11屆首爾環境電影節 宣傳大使        | 姜河那   |
| 2015年 | 金融監督院宣傳大使                   | 李相侖   |

## 獎項
| 年份 | 獎項 |
| ---- | --- |
| 2009 | - KBS演技大賞－新人獎（《千秋太后》、《花樣男子》、《不能結婚的男人》）                                               |
| 2012 | - MBC演技大賞－女子新人獎（《馬醫》）                                                                                 |
| 2014 | - 大韓民國韓流大獎－演員部門大眾文化獎 - MBC 放送演藝大賞－新星獎《我們結婚了》、最佳情侶獎(《與宋再臨－我們結婚了》) |
| 2016 | - SBS演技大賞－長篇電視劇部門 女子特別演技賞（《我們的甲順》）                                                        |
| 2022 | - KBS演技大獎－最佳情侶獎（與金承洙）（《三姐弟要勇敢》）                                                             |

## 外部連結
- 金昭誾的Instagram帳戶